# En fiende att dö för
En fiende att dö för är en svensk-tysk historisk thriller från 2012 regisserad och skriven av Peter Dalle. Den handlar om en internationell samling forskare som strax före andra världskriget reser till Svalbard för att leta efter bevis på att Alfred Wegeners Pangaeateori är riktig. När kriget bryter ut tvingas expeditionens medlemmar att välja sida, även den neutrale svensken. 

## Rollista
| Tom Burke        | – Terrence  |
| Allan Corduner   | – Martin    |
| Jeanette Hain    | – Leni      |
| Sven Nordin      | – Kapten    |
| Axel Prahl       | – Friedrich |
| Richard Ulfsäter | – Gustav    |